# Луттербек
Луттербек (нем. Lutterbek) — община в Германии, в земле Шлезвиг-Гольштейн. 
Входит в состав района Плён. Подчиняется управлению Пробстай.  Население составляет 369 человек (на 31 декабря 2010 года). Занимает площадь 3,23 км².